# 贝尔勒沙泰勒
贝尔勒沙泰勒（法語：Beire-le-Châtel，法語發音：[bɛʁ lə ʃatɛl]）是法国科多尔省的一个市镇，属于第戎区。

## 地理
贝尔勒沙泰勒（47°24'44"N, 5°12'19"E）面积19.25 平方千米，位于法国勃艮第-弗朗什-孔泰大區科多尔省，该省份为法国中东部省份，北起奥布省，西接涅夫勒省和约讷省，南至索恩-卢瓦尔省，东南接汝拉省，东临上索恩省，东北部与上马恩省接壤。
与贝尔勒沙泰勒接壤的市镇（或旧市镇、城区）包括：贝兹、阿尔索、斯普瓦、塔奈、维耶维涅、布罗尼翁、吕克斯、马尼圣梅达尔。

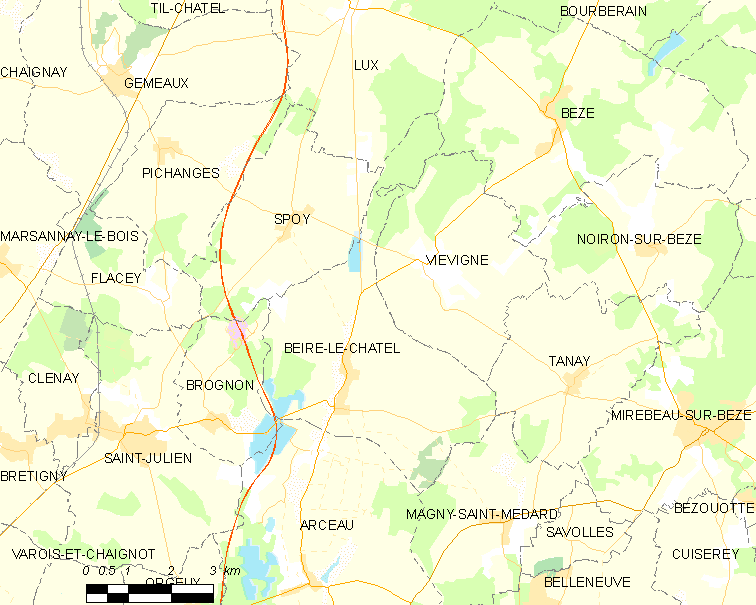
贝尔勒沙泰勒的OSM定位图

贝尔勒沙泰勒的时区为UTC+01:00、UTC+02:00（夏令时）。

## 行政
贝尔勒沙泰勒的邮政编码为21310，INSEE市镇编码为21056。

## 政治
贝尔勒沙泰勒所属的省级选区为圣阿波利奈尔县。

## 人口

1962-2008年间贝尔勒沙泰勒人口变化图示

贝尔勒沙泰勒于2022年1月1日时的人口数量为907人。